# Grammy Award alla miglior composizione di musica contemporanea
Il Grammy Award alla miglior composizione di musica classica contemporanea (Grammy Award for Best Classical Contemporary Composition) è una delle categorie dei Grammy Award previste per la musica classica.
Premia il compositore (e dal 2009, nel caso di un'opera cantata su testo originale, anche il librettista) di una composizione di musica contemporanea.

## Storia del premio
Il premio è stato assegnato la prima volta nel 1961, ma ha subito cambiamenti di nome ed una sospensione dal 1967 al 1984.
- 1961-1962: Best Contemporary Classical Composition
- 1963: Best Composition by a Contemporary Composer
- 1964: Best Composition by a Contemporary Classical Composer
- 1965: Best Composition by a Contemporary Composer
- 1966: Best Composition by a Contemporary Classical Composer
- 1967-1984: non assegnato
- 1985: Best New Classical Composition
- 1986-1994: Best Contemporary Composition
- 1995-ad oggi: Best Classical Contemporary Composition

## Vincitori e candidati

### Anni 1960
- 1961

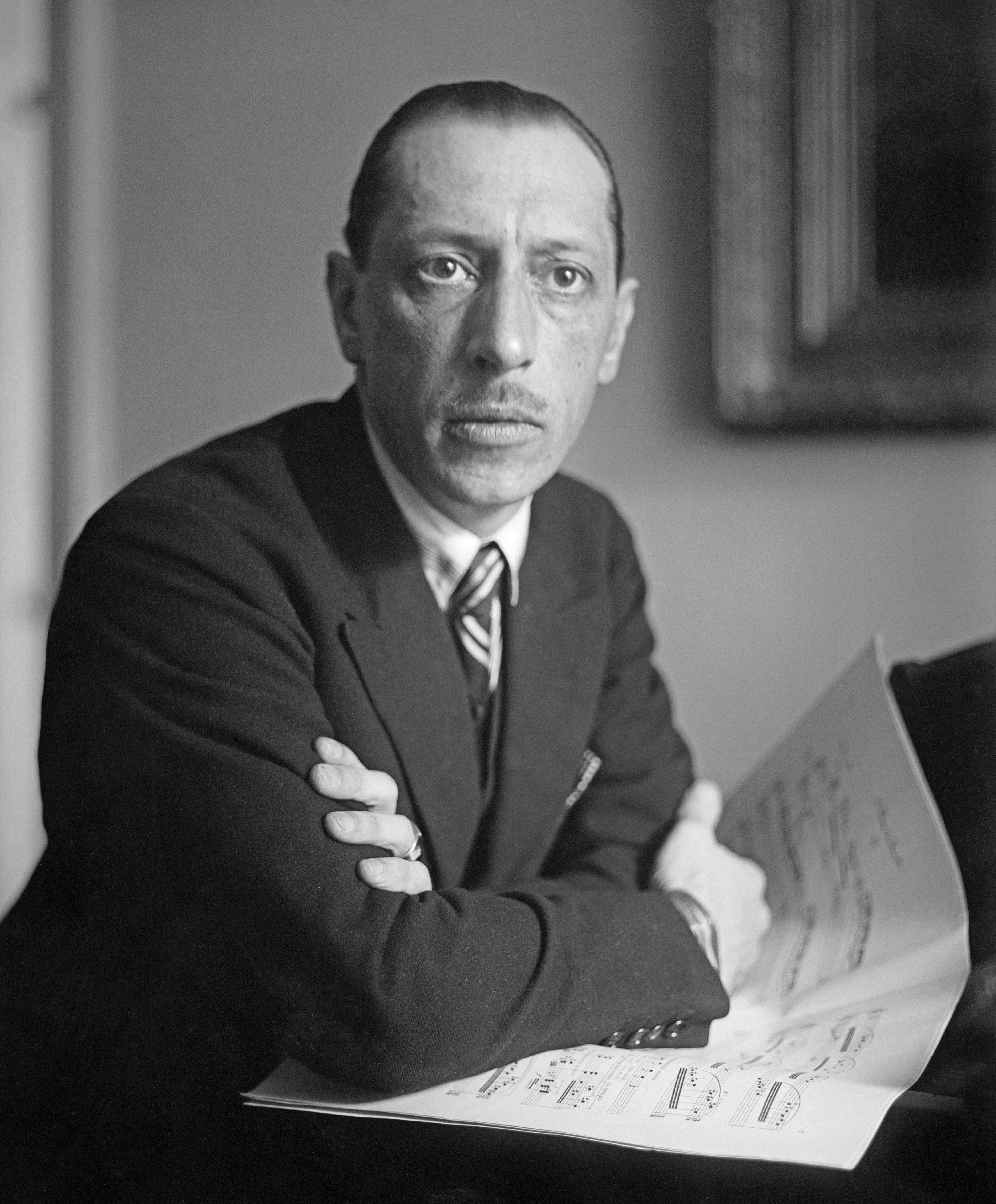
Igor' Fëdorovič Stravinskij ha vinto in questa categoria nel 1962 e nel 1963.

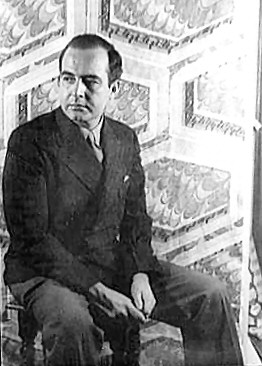
Samuel Barber ha vinto 3 volte in questa categoria.

  - Aaron Copland – Orchestral Suite from The Tender Land Suite
  - Easley Blackwood Jr. – Symphony No. 1
  - Paul Hindemith – Sonata For Cello And Piano
  - Charles Ives – Sinfonia n. 2
  - Francis Poulenc – La voce umana
  - Roger Sessions – Symphony No. 1
  - Igor' Fëdorovič Stravinskij – Threni
  - Edgard Varèse – Density 21.5
- 1962
  - Laurindo Almeida – Discantus
  - Igor' Fëdorovič Stravinskij – Movimenti per pianoforte e orchestra
  - Francis Poulenc – Gloria In G Major
  - Elliott Carter – String Quartet No. 2
  - Gunther Schuller – Music For Brass Quintet
- 1963
  - Igor' Fëdorovič Stravinskij – The Flood
  - Edgard Varèse – Arcana
  - Aaron Copland – Connotations
  - Benjamin Britten – Noye's Fludde
  - Lukas Foss – Song Of Songs
  - William Turner Walton – Symphony No. 2
  - Lukas Foss – Time Cycle
- 1964
  - Benjamin Britten – Requiem di guerra
  - Samuel Barber – Andromache's Farewell
  - John La Montaine – Concerto For Piano
  - Heitor Villa-Lobos – Cello Concerto No. 2
  - Dmitrij Dmitrievič Šostakovič – Sinfonia n. 4
  - William Schuman – Symphony No. 8
- 1965
  - Samuel Barber – Concerto per pianoforte
  - Darius Milhaud – A Frenchman In New York
  - Charles Ives – Holidays Symphony
  - Igor' Fëdorovič Stravinskij – A Sermon, a Narrative and a Prayer
  - Leonard Bernstein – Sinfonia n. 3
- 1966
  - Charles Ives – Sinfonia n. 4
  - Leonard Bernstein – Chichester Psalms
  - Benjamin Britten – Cantata misericordium
  - David Diamond – String Quartet No. 4
  - Morton Gould – World War I Suite
  - William Turner Walton – Variations on a Theme by Hindemith

### Anni 1980
- 1985

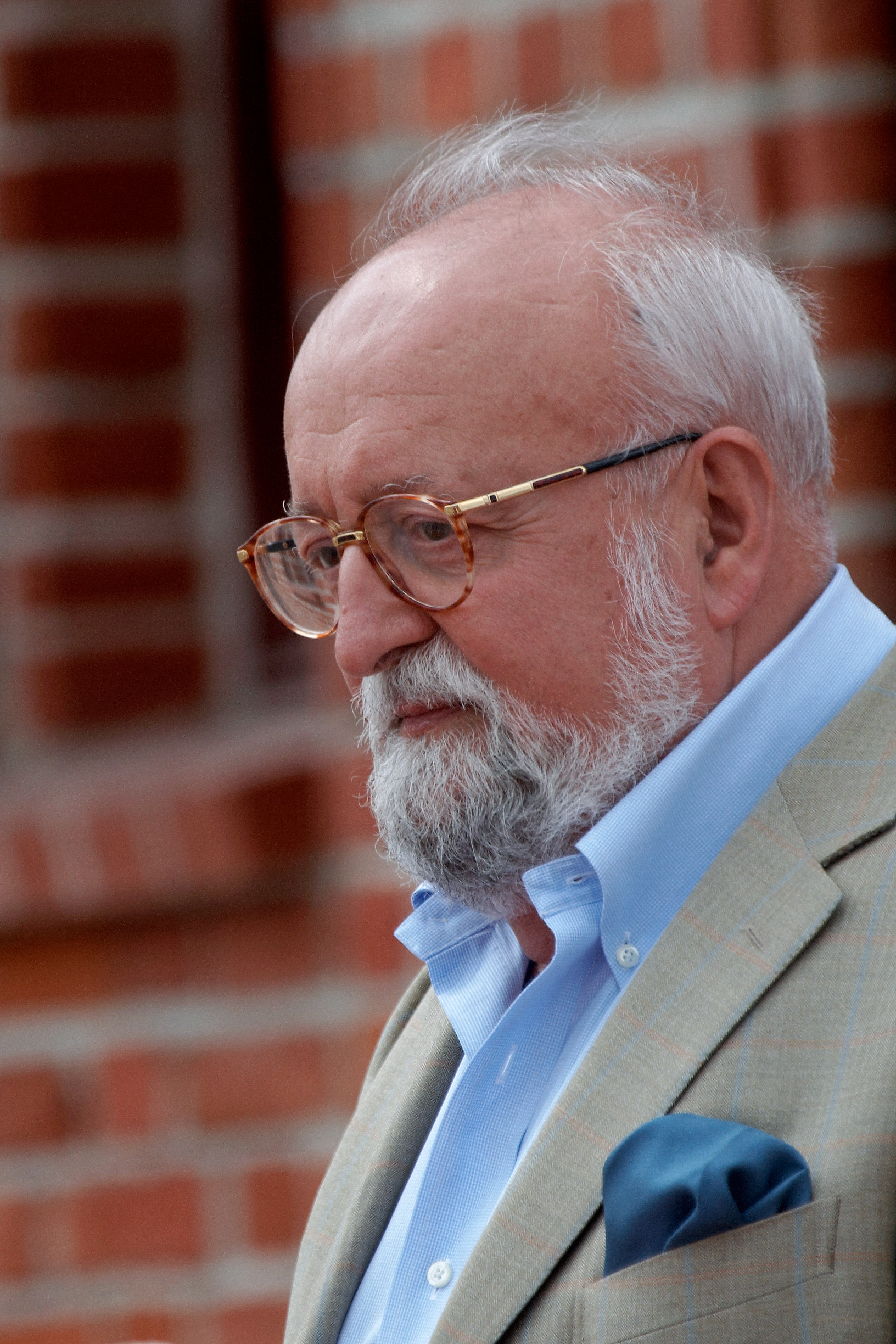
Krzysztof Penderecki, vincitore nel 1988 e nel 1999.

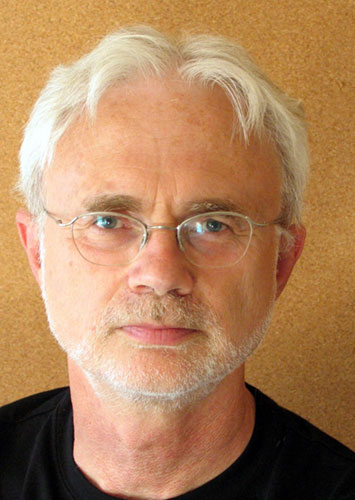
John Adams ha vinto 3 volte in questa categoria.

  - Samuel Barber – Antony and Cleopatra
  - Morton Gould – Apple Waltzes
  - Joseph Schwantner – Magabunda "Four poems of Agueda Pizarro"
  - Frank Zappa – The Perfect Stranger
  - Vincent Persichetti – Winter Cantata
- 1986
  - Andrew Lloyd Webber – Requiem
  - John Adams – Harmonium
  - Philip Glass – Satyagraha
  - George Perle – Serenade No. 3 For Piano And Chamber Orchestra
  - Robert Starer – Violin Concerto
- 1987
  - Witold Lutosławski – Sinfonia n.3
  - Robert Beaser – Mountain Songs: A Cycle Of American Folk Music
  - Chick Corea – Septet
  - Philip Glass – String Quartet No. 2, Company
  - Ellen Taaffe Zwilich – Symphony No. 1
- 1988
  - Krzysztof Penderecki – Concerto per violoncello n.2
  - John Adams – The Chairman Dances
  - Milton Babbitt – Piano Concerto
  - Joseph Schwantner – A Sudden Rainbow
  - Roger Sessions – Symphony No. 5
  - Michael Tippett – The Mask Of Time
- 1989
  - John Adams – Nixon in China
  - Leonard Bernstein e Stephen Wadsworth – A Quiet Place
  - William Bolcom – Symphony No. 4
  - Ned Rorem – String Symphony
  - Karlheinz Stockhausen – Amour

### Anni 1990
- 1990
  - Steve Reich – Different Trains

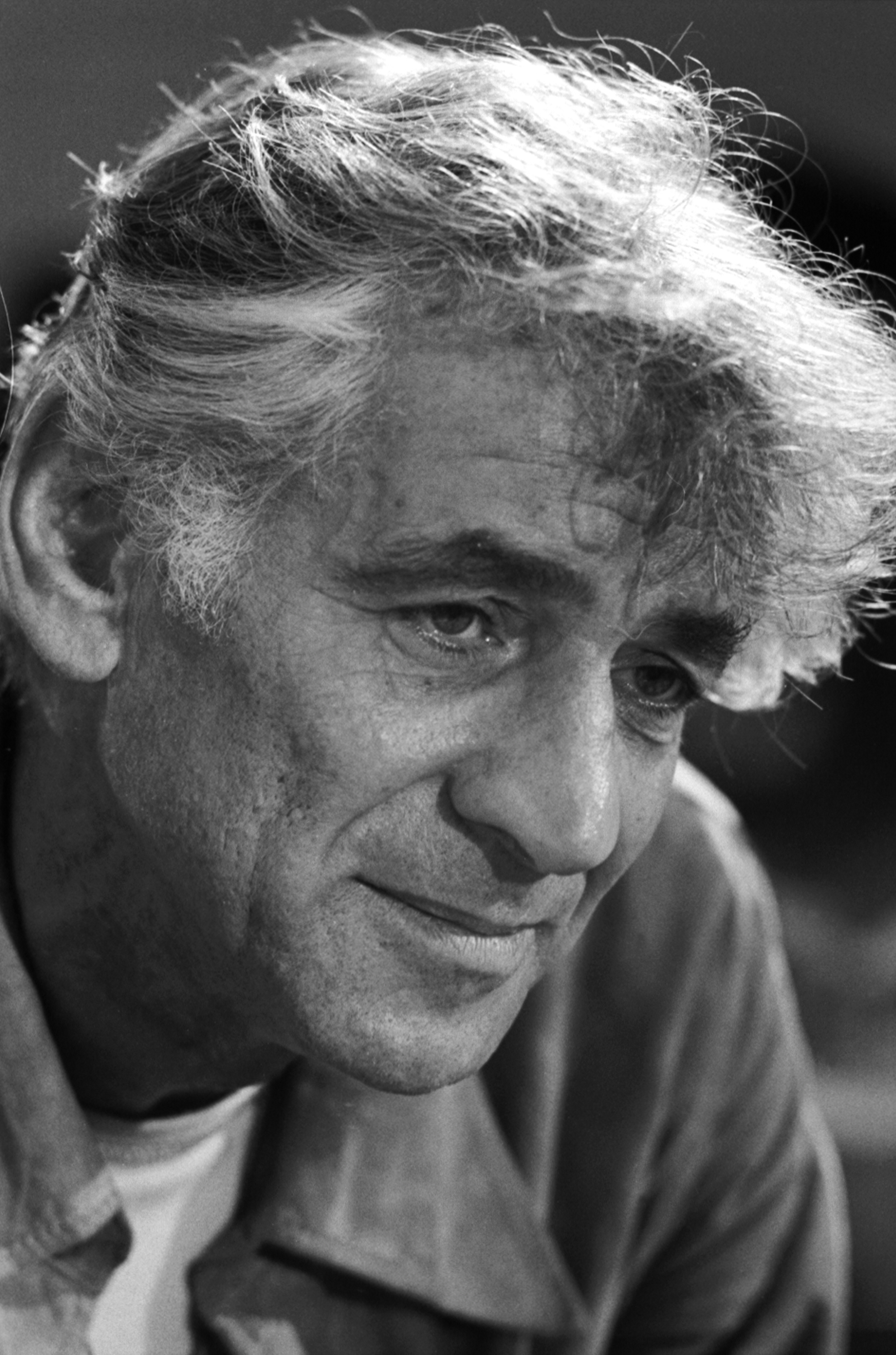
Leonard Bernstein, vincitore nel 1991, ha ricevuto 4 candidature in questa categoria.

  - Sofija Asgatovna Gubajdulina – Offertorium
  - Witold Lutosławski – Chain 2
  - Witold Lutosławski – Partita
  - Arvo Pärt – Passio
- 1991
  - Leonard Bernstein – Arie e barcarole
  - John Adams – The Wound-Dresser
  - Henri Lazarof – Tableaux (After Kandinsky) For Piano And Orchestra
  - Terry Riley – Salome Dances For Peace
  - Ellen Taaffe Zwilich – Symphony No. 2
- 1992
  - John Corigliano – Sinfonia n.1
  - Elliott Carter – Oboe Concerto
  - Nicholas Maw – Odyssey
  - Arvo Pärt – Miserere
  - Dominick Argento - Te Deum
- 1993
  - Samuel Barber – The Lovers
  - Anthony Davis – X, The Life and Times of Malcolm X
  - Witold Lutosławski – Piano Concerto
  - John Tavener – The Protecting Veil
  - Ellen Taaffe Zwilich – Flute Concerto
- 1994
  - Elliott Carter – Concerto per violino
  - Donald Erb – Cello Concerto
  - Tōru Takemitsu – A Way A Lone
  - Michael Tippett – Byzantium
  - William Bolcom – Orphee-Serenade
- 1995
  - Stephen Albert – Concerto per violoncello
  - György Ligeti – Piano Concerto
  - Witold Lutosławski – Symphony No. 4
  - Olivier Messiaen – Éclairs sur l'au-delà...
  - Tōru Takemitsu – Fantasma/Cantos
- 1996
  - Olivier Messiaen – Concerto a quattro
  - Gunther Schuller – Of Reminiscences and Reflections
  - Ellen Taaffe Zwilich – Symphony No. 3
  - John Adams – Chamber Symphony
  - György Ligeti – Violin Concerto
- 1997
  - John Corigliano – Quartetto per archi
  - John Adams – Violin Concerto
  - Colin Matthews – Fourth Sonata
  - Einojuhani Rautavaara – Symphony No. 7: "Angel of Light"
  - Gunther Schuller – Four Soundscapes
- 1998
  - John Adams – El Dorado
  - Lowell Liebermann – Concerto No. 2 For Piano And Orchestra
  - Per Nørgård – Symphony No. 5
  - Richard Danielpour – Concerto For Orchestra
  - Aaron Jay Kernis – Second Symphony
- 1999
  - Krzysztof Penderecki – Concerto per violino n.2 Metamorfosi
  - John Adams – Gnarly Buttons
  - Elliott Carter – 90+
  - Arvo Pärt – Kanon Pokajanen
  - George Tsontakis – Ghost Variations

### Anni 2000
- 2000
  - Pierre Boulez – Répons

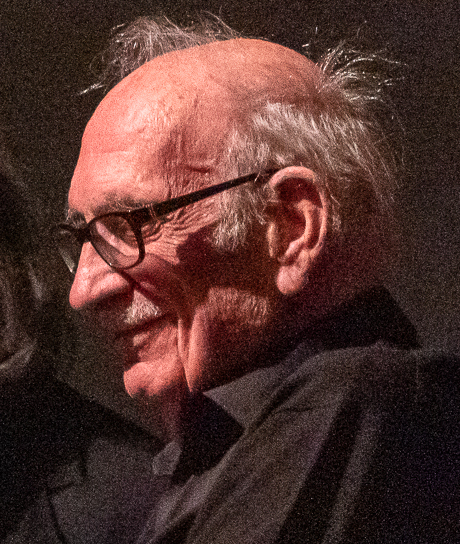
George Crumb, vincitore nel 2001, ha ricevuto 4 candidature in questa categoria.

  - Aaron Jay Kernis – Air For Violin
  - John Tavener – Eternity's Sunrise
  - Thomas Adès – Asyla
  - Andrew Imbrie – Requiem
- 2001
  - George Crumb – Star-Child
  - Heiner Goebbels – Surrogate Cities
  - Nicholas Maw – Violin Concerto
  - Ned Rorem – Evidence Of Things Not Seen
  - Rodion Konstantinovič Ščedrin – Concerto Cantabile
- 2002
  - Christopher Rouse – Concert de Gaudí for Guitar and Orchestra
  - Poul Ruders – The Handmaid's Tale
  - John Tavener – Total Eclipse
  - Pierre Boulez – Sur Incises
- 2003
  - John Tavener – Lamentations & Praises
  - John Adams – Naïve and Sentimental Music
  - Osvaldo Golijov – Yiddishbbuk Inscriptions For String Quartet
  - Sofija Asgatovna Gubajdulina – Johannes-Passion
  - Arvo Pärt – Orient & Occident
- 2004
  - Dominick Argento – Casa Guidi
  - George Rochberg – Symphony No. 5
  - José Serebrier – Symphony No. 3
  - György Kurtág – Signs, Games And Messages
  - Benjamin Lees – Symphony No. 5 "Kalmar Nyckel"
- 2005
  - John Adams – On the Transmigration of Souls
  - Jennifer Higdon – Concerto For Orchestra
  - Tigran Mansurian – "... and then I was in time again"
  - André Previn – Violin Concerto
  - Valentyn Syl'vestrov – Requiem For Larissa
- 2006
  - William Bolcom – Songs of Innocence and of Experience
  - Carlos Franzetti – Corpus Evita
  - Ned Rorem – Nine Episodes For Four Players
  - Osvaldo Golijov – Ayre
  - Peter Boyer – Ellis Island: The Dream of America
- 2007
  - Osvaldo Golijov – Ainadamar
  - Elliott Carter – Boston Concerto
  - Christopher Theofanidis – The Here And Now
  - David Del Tredici – Paul Revere's Ride
  - James MacMillan – A Scotch Bestiary
- 2008
  - Joan Tower – Made In America
  - Joan Albert Amargós – Northern Concerto
  - David Chesky – Concerto For Bassoon And Orchestra
  - Jennifer Higdon – Zaka
  - Peter Lieberson – Neruda Songs
- 2009
  - John Corigliano – Mr. Tambourine Man: Seven Poems Of Bob Dylan
  - Marc-André Dalbavie – Flute Concerto
  - Michael Gandolfi – The Garden Of Cosmic Speculation
  - George Tsontakis – Violin Concerto No. 2
  - Chris Walden – Symphony No. 1, The Four Elements

### Anni 2010
- 2010

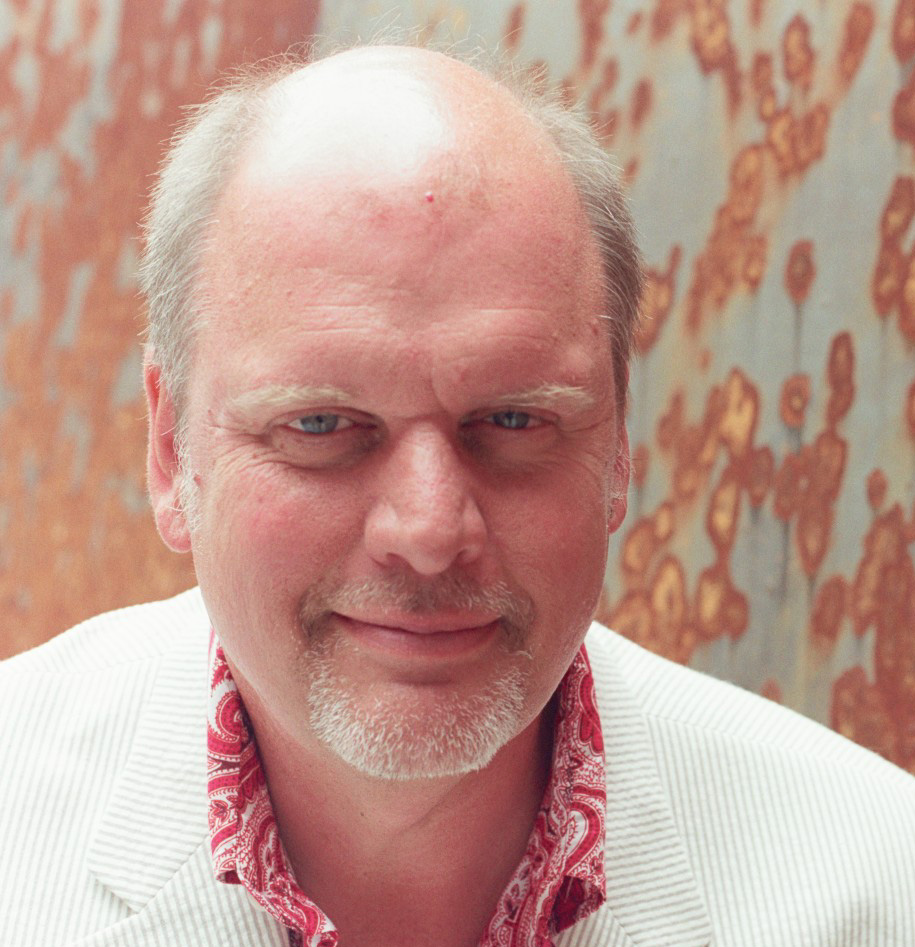
Michael Daugherty ha vinto nel 2011 e nel 2017.

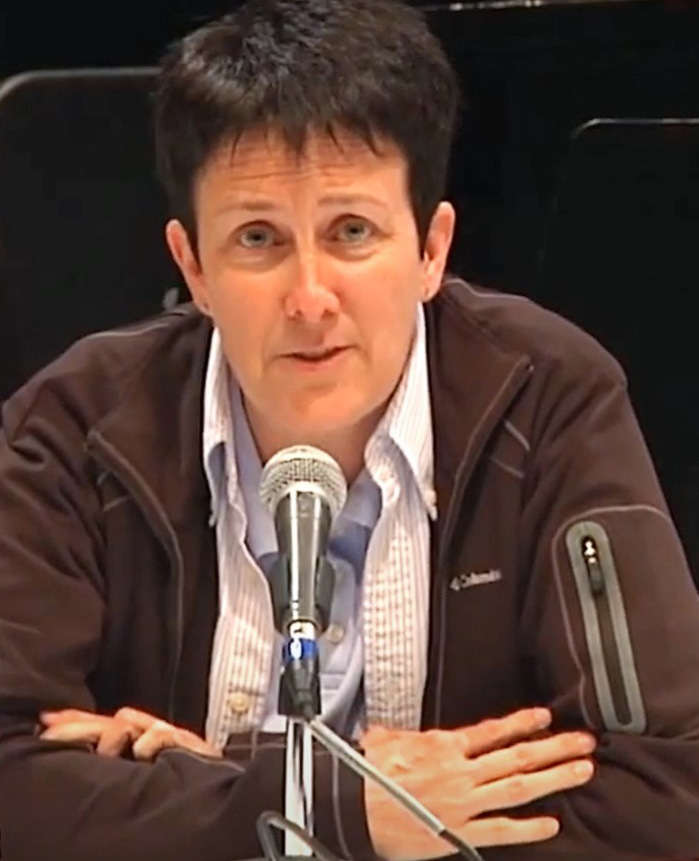
Jennifer Higdon ha vinto 3 volte in questa categoria.

  - Jennifer Higdon – Percussion Concerto
  - George Crumb – The Winds Of Destiny
  - Arvo Pärt – In Principio
  - Roberto Sierra – Missa Latina 'Pro Pace'
  - Yehudi Wyner – Chiavi in Mano
- 2011[1]
  - Michael Daugherty – Deus ex Machina
  - Hans Werner Henze – Appassionatamente Plus
  - Magnus Lindberg – Graffiti
  - Arvo Pärt – Symphony No. 4
  - Rodion Konstantinovič Ščedrin – The Enchanted Wanderer
- 2012[2]
  - Robert Aldridge – Elmer Gantry
  - George Crumb – The Ghosts Of Alhambra
  - Jefferson Friedman – String Quartet No. 3
  - Steven Mackey – Lonely Motel - Music From Slide
  - Poul Ruders – Piano Concerto No. 2
- 2013
  - Stephen Hartke – Meanwhile - Incidental Music To Imaginary Puppet Plays
  - Tania León – Inura For Voices, Strings & Percussion
  - Uģis Prauliņš – The Nightingale
  - Einojuhani Rautavaara – Cello Concerto No. 2 Towards the Horizon
  - Steven Stucky – August 4, 1964
- 2014[3]
  - Maria Schneider – Winter Morning Walks
  - Magnus Lindberg – Piano Concerto No. 2
  - Arvo Pärt – Adam's Lament
  - Esa-Pekka Salonen – Violin Concerto
  - Caroline Shaw – Partita for 8 Voices
- 2015[4]
  - John Luther Adams – Become Ocean
  - Anna Clyne – Prince of Clouds
  - George Crumb – Voices From The Heartland
  - Stephen Paulus – Concerto For Two Trumpets & Band
  - Roberto Sierra – Sinfonía No. 4
- 2016[5]
  - Stephen Paulus – Prayers and Remembrances
  - Gerald Barry – The Importance of Being Earnest
  - Andrew Norman – Play
  - Joan Tower – Stroke
  - Julia Wolfe – Anthracite Fields
- 2017[6]
  - Michael Daugherty – Tales of Hemingway
  - Jennifer Higdon – Cold Mountain
  - Christopher Theofanidis – Bassoon Concerto
  - Kip Winger – Conversations With Nijinsky
  - Mason Bates – Anthology of Fantastic Zoology
- 2018[7]
  - Jennifer Higdon – Viola Concerto
  - Zhou Tian – Concerto For Orchestra
  - Adam Schoenberg – Picture Studies
  - Tigran Mansurian – Requiem
  - Richard Danielpour – Songs Of Solitude
- 2019[8]
  - Aaron Jay Kernis – Violin Concerto
  - Jake Heggie – Great Scott
  - Missy Mazzoli – Vespers For Violin
  - Mason Bates – The (R)evolution of Steve Jobs
  - Du Yun – Air Glow

### Anni 2020
- 2020[9]
  - Jennifer Higdon – Harp Concerto

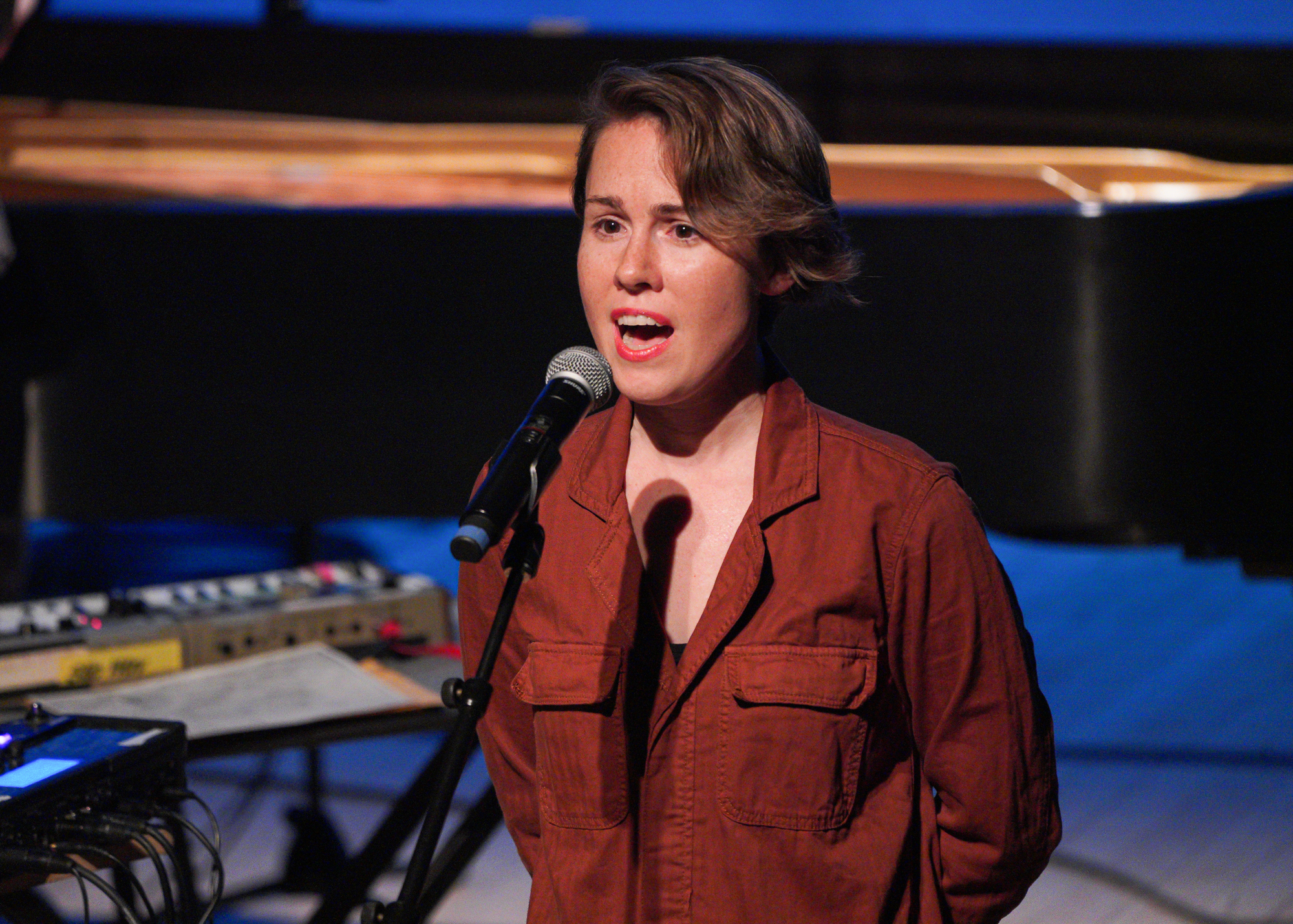
Caroline Shaw vincitrice nel 2022

  - Derek Bermel – Migration Series For Jazz Ensemble & Orchestra
  - Wynton Marsalis – Violin Concerto In D Major
  - Andrew Norman – Sustain
  - Caroline Shaw – Orange
  - Julia Wolfe – Fire In My Mouth Show
- 2021[10]
  - Christopher Rouse – Symphony No. 5
  - Carlisle Floyd – Prince of Players
  - Ted Hearne – Place
  - Thomas Adès – Piano Concerto
  - Richard Danielpour – The Passion Of Yeshua
- 2022[11]
  - Caroline Shaw – Narrow Sea
  - Andy Akiho – Seven Pillars
  - Louis Andriessen – The Only One
  - Clarice Assad, Sérgio Assad, Sean Connors, Robert Dillon, Peter Martin e David Skidmore – Archetypes
  - Jon Batiste – Movement 11
- 2023[12]
  - Kevin Puts – Contact
  - Andy Akiho – Ligneos Suite
  - Derek Bermel – Intonations
  - Sofija Asgatovna Gubajdulina – The Wrath of God
  - Carlos Simon; Marco Pavé (librettista) – Requiem for the Enslaved
- 2024[13][14]
  - Jessie Montgomery – Montgomery: Rounds
  - Thomas Adès – Adès: Dante
  - Andy Akiho – Akiho: In That Space, At That Time
  - William Brittelle – Brittelle: Psychedelics
  - Missy Mazzoli – Mazzoli: Dark with Excessive Bright

- 2025[15]
  - Ortiz: Revolución Diamantina - Gabriela Ortiz, compositore (Gustavo Dudamel, Los Angeles Philharmonic e Los Angeles Master Chorale)
  - Casarrubios: Seven for Solo Cello - Andrea Casarrubios, compositore (Andrea Casarrubios)
  - Coleman: Revelry - Valerie Coleman, compositore (Decoda)
  - Lang: Composition as Explanation - David Lang, compositore (Eighth Blackbird)
  - Saariaho: Adriana Mater - Kaija Saariaho, compositore (Esa-Pekka Salonen, Fleur Barron, Nicholas Phan, Christopher Purves, Axelle Fanyo, San Francisco Symphony Chorus e Orchestra)